# Анґус Макнаб
Анґус Макнаб (англ. Angus Macnab; 1906, Лондон, Англія — 1977, Мадрид, Іспанія) — британський консервативний фашистський мислитель, есеїст і перекладач з французької, латини і давньогрецької.

## Життєпис
Народився в 1906 році в Лондоні в родині новозеландсько-шотландського походження. Навчався в публічній школі Раґбі, а потім — в оксфордському коледжі Крайст Черч, де вивчав класичні мови, які після закінчення коледжу став викладати.
До Другої світової війни поділяв пронімецькі фашистські погляди. Був близьким другом Вільяма Джойса і членом Британського союзу фашистів, де працював у відділі пропаганди (редагував партійний журнал «Fascist Quarterly» та вів антисемітську авторську колонку в газеті «The Blackshirt»). Після конфлікту з Освальдом Мослі став одним з очільників Націонал-Соціалістичної Ліги. З початком Другої світової війни Макнаб відмовився від пронімецьких поглядів і намагався взяти участь у війні на боці Британії (був водієм медичного авто на волонтерських началах), проте невдовзі, як і більшість британських фашистів, був превентивно інтернований через свою попередню репутацію германофіла.
Після війни мислитель переїхав разом з дружиною до Іспанії, після чого остаточно припинив займатися політикою, хоча майже до кінця життя продовжував листуватися з англійським ультраправим діячем Артуром Кенетом Честертоном, кузеном Ґілберта Кіта Честертона, під впливом якого Макнаб у 1930-х роках став католиком. В Іспанії завдяки текстам Марко Палліса Макнаб зацікавився інтегральним традиціоналізмом і, як наслідок, переклав англійською мовою «Символізм хреста» Рене Ґенона. На перетині інтересів Макнаба до європейського Середньовіччя, Іспанії й інтегрального традиціоналізму виникло декілька есеїстичних збірок, найвідомішими з яких є «Іспанія під Півмісяцем» («Spain under the Crescent Moon») і «Толедо, сакральне і профанне» («Toledo, Sacred and Profane»), присвячені осмисленню різних аспектів панування мусульман на іспанських землях.
Помер 1977 року в Мадриді.